# Федерален университет на Баия
Федералният университет на Баия (на португалски: Universidade Federal da Bahia) е университет в Салвадор, Бразилия.
Създаден е през 1946 година с обединението на няколко висши училища в града, сред които основаното през 1808 година Медицинско училище, първото висше училище в Бразилия. Днес освен основната си база в Салвадор, той има и филиали в Барейрас и Витория да Конкиста. Към 2010 година в университета работят 1800 преподаватели и се обучават над 27 хиляди студенти.